# Кара-Суу (Тогуз-Тороуский район)
Кара-Суу (кирг. Кара-Суу) — село в Тогуз-Тороуском районе Джалал-Абадской области Кыргызстана. Административный центр Сары-Булунского айылного аймака.

## География
Село расположено в восточной части области, на правом берегу реки Нарын, на расстоянии приблизительно 1 километра (по прямой) к северу от села Казарман, административного центра района. Абсолютная высота — 1307 метров над уровнем моря.

## Население
Согласно оценочным данным Национального статистического комитета Кыргызской Республики, численность населения села на начало 2023 года составляла 2113 человек.
| год     | 2009 | 2014 | 2015 | 2020 | 2021 | 2023 |
| ------- | ---- | ---- | ---- | ---- | ---- | ---- |
| человек | 1739 | 2010 | 1861 | 2026 | 2088 | 2113 |